# Arquitetura de Israel

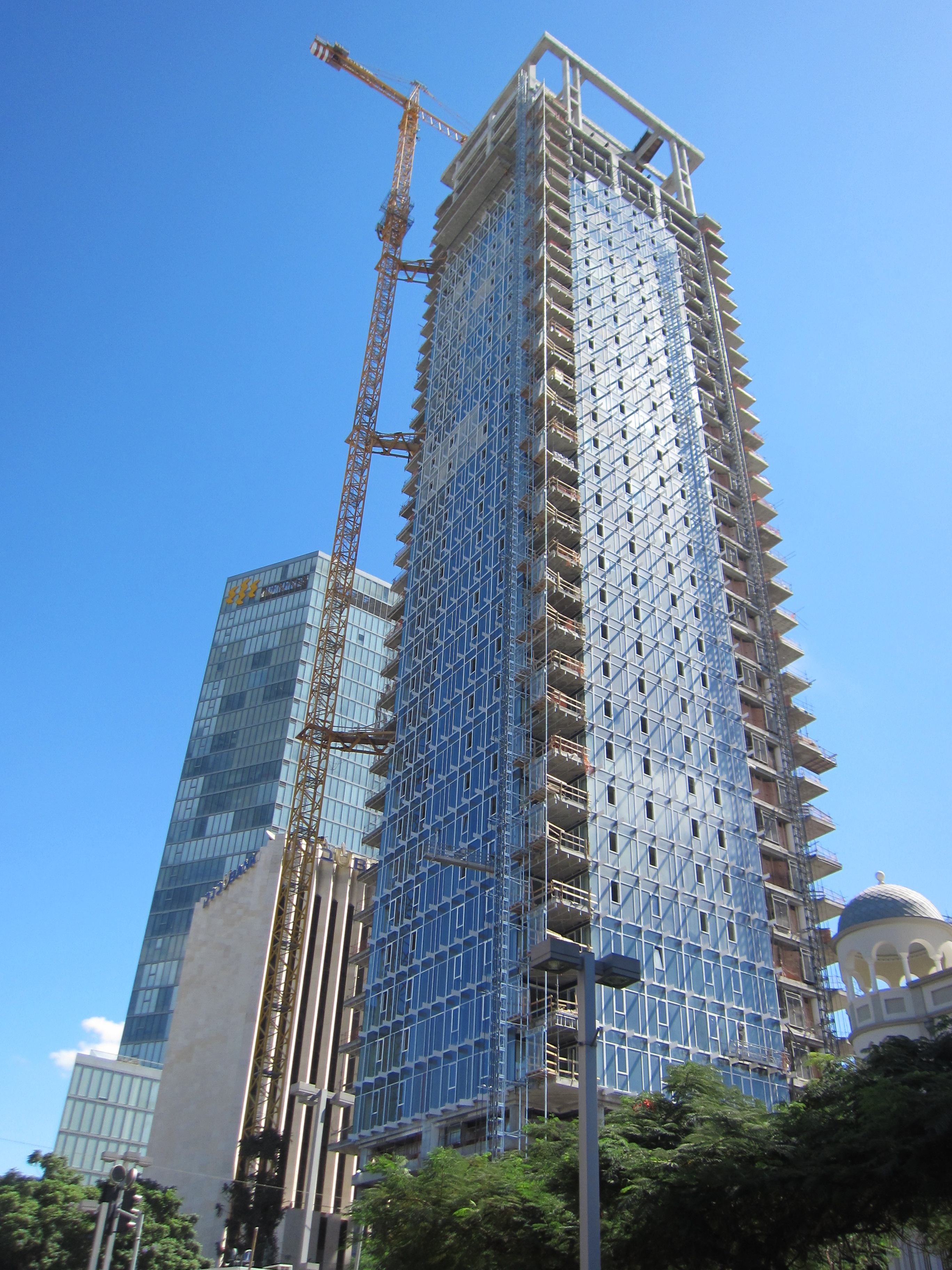
Torre Meier on Rothschild, o edifício residencial mais alto de Tel Aviv

A arquitetura de Israel tem sido influenciada pelos diferentes estilos de arquitetura trazidos por aqueles que ocuparam o país ao longo do tempo, às vezes modificados para se adequar ao clima e à paisagem locais. Fortificados castelos Cruzados, madrassas islâmicas, igrejas bizantinas, as casas Templer, arcos e minaretes árabes, cúpulas ortodoxas russas, edifícios modernistas estilo Bauhaus, arquitetura brutalista de concreto escultural e arranha-céus de pele de vidro fazem parte da arquitetura de Israel.

## Estilos arquitetônicos
Os árabes construíram pequenas casas de pedra nas encostas com telhados planos ou de cúpula. Os cruzados construíram fortalezas em colinas estratégicas. Os cristãos construíram igrejas para marcar locais onde Jesus andou. Os Templários construíram casas com telhados como os da zona rural alemã. As autoridades britânicas mandatárias aprovaram uma lei exigindo que toda a construção em Jerusalém fosse feita da pedra de Jerusalém, introduzindo a ideia de subúrbios-jardim. Nos primeiros anos como Estado, Israel construiu filas de cortiços de concreto para acomodar as massas de novos imigrantes para substituir as cabanas e tendas e caixas dos maabarót. Inicialmente nomeada como a "Cidade Branca" em 1984, a Cidade Branca de Tel Aviv foi declarada pela UNESCO Patrimônio Mundial. Como os valores das propriedades aumentaram, os arranha-céus estão subindo pelo país. A Torre Azrieli Sarona, em Tel Aviv, é o prédio mais alto de Israel até hoje.

## Arquitetos líderes

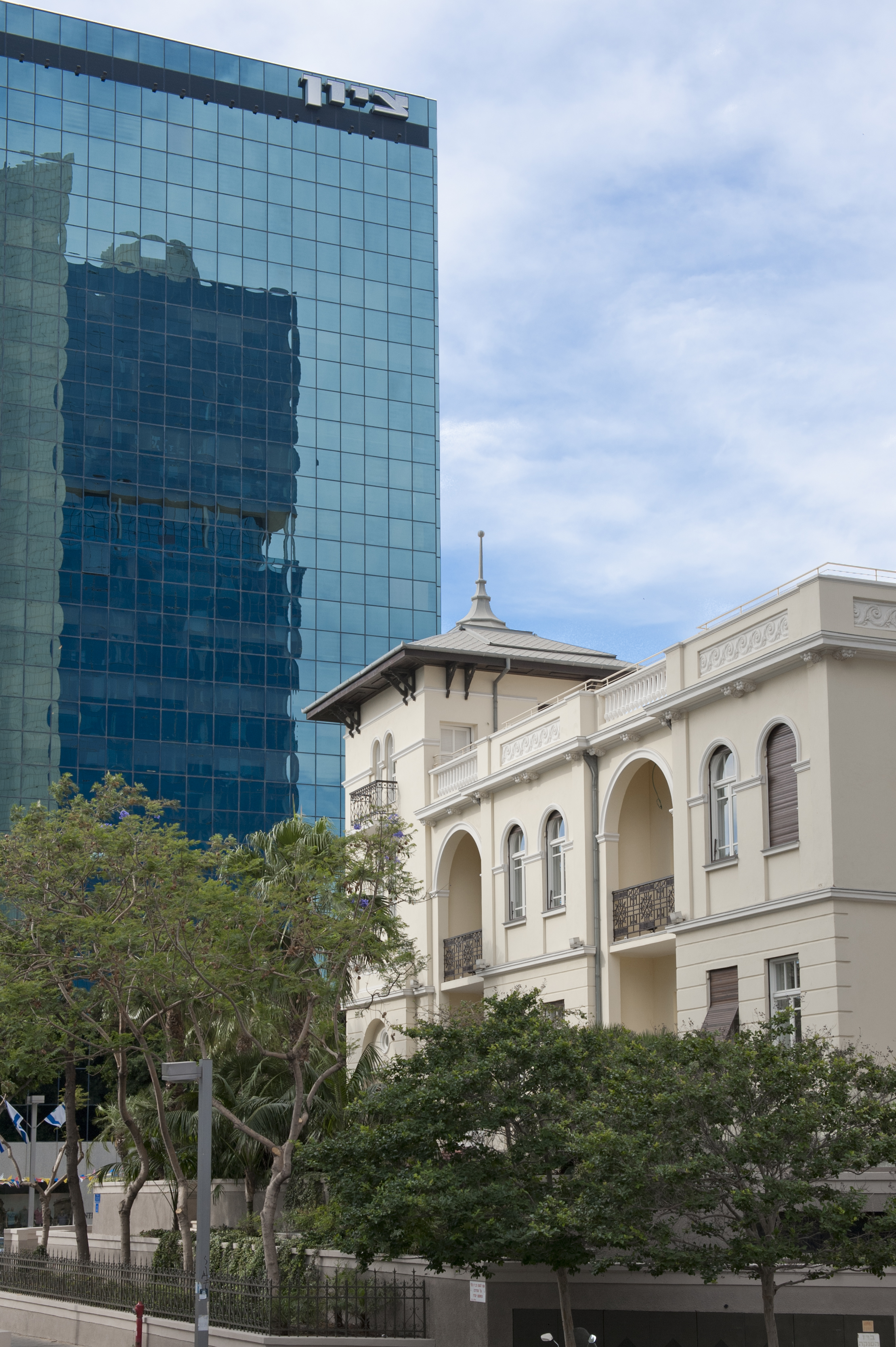
Antiga embaixada russa na Rothschild Boulevard, ladeada por uma moderna torre de vidro

Percebendo as mudanças políticas que ocorreram na Europa Central na época da Primeira Guerra Mundial, bem como os movimentos dos ideais sionistas sobre o restabelecimento de uma pátria para os judeus, vários arquitetos judeus de toda a Europa emigraram para a Palestina durante as três primeiras décadas do século XX. Embora muito planejamento inovador tenha ocorrido durante a época do Mandato Britânico da Palestina (1920-1948), em particular o plano da cidade de Tel Aviv em 1925, de Patrick Geddes, seria uma arquitetura projetada no estilo modernista Bauhaus que preencheria os enredos desse plano. Entre os arquitetos que emigraram para a Palestina naquela época, e que estabeleceram carreiras formidáveis, estavam: Yehuda Magidovitch, Shmuel Miestechkin, Lucian Korngold, Jacov Ornstein, Salomon Gepstein, Josef Neufeld e Genia Gideoni.
Dov Karmi, Zeev Rechter e Arieh Sharon estavam entre os principais arquitetos do início dos anos 1950. Rudolf (Reuven) Trostler desempenhou um papel importante na concepção dos primeiros edifícios industriais do país. Dora Gad projetou os interiores do Knesset, o Museu de Israel, os primeiros grandes hotéis do país, a Biblioteca Nacional e Universitária Judaica, os aviões da El Al e os navios de passageiros Zim. Amnon Niv projetou a Moshe Aviv Tower, o segundo prédio mais alto de Israel. David Resnick, um arquiteto israelense nascido no Brasil, ganhou o Prêmio Israel em arquitetura e o Prêmio Rechter por icônicos edifícios de Jerusalém, como a Sinagoga Israel Goldstein e Universidade Brigham Young, no Monte Scopus.

## Desenvolvimento histórico

### Casa rural tradicional

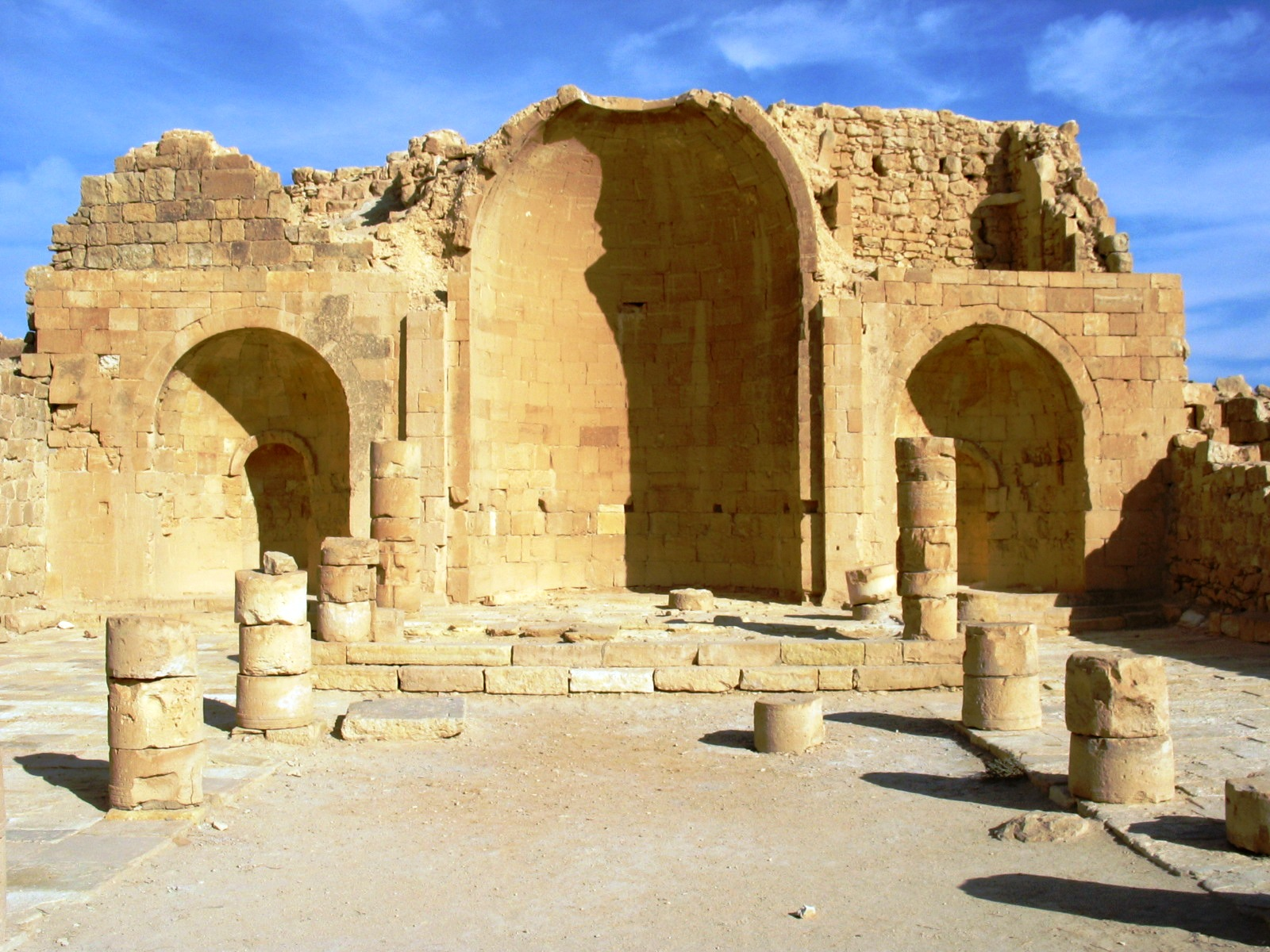
Antiga basílica em Neguev

Até o final do século XIX, a tradicional casa rural árabe nas aldeias da então Palestina consistia em um único quarto sem divisórias, dividido em níveis de acordo com várias funções desempenhadas na casa:
- Rawiyeh - um nível inferior na elevação do pátio considerado a parte “suja” da casa, usada para armazenamento e abrigo do gado.
- Mastabeh - Um nível residencial mais alto usado para dormir, comer, para hospedar e armazenar.
- Sida (galeria) - Outra área de estar acima da mastaba, usada principalmente para dormir.[7]

Na segunda metade do século XIX, um andar residencial, caracterizado por uma abóbada cruzada, foi adicionada acima da casa tradicional, criando um espaço entre o piso com o gado na sala inferior e o andar residencial. Uma entrada separada foi instalada em cada andar.

### Casas fortificadas

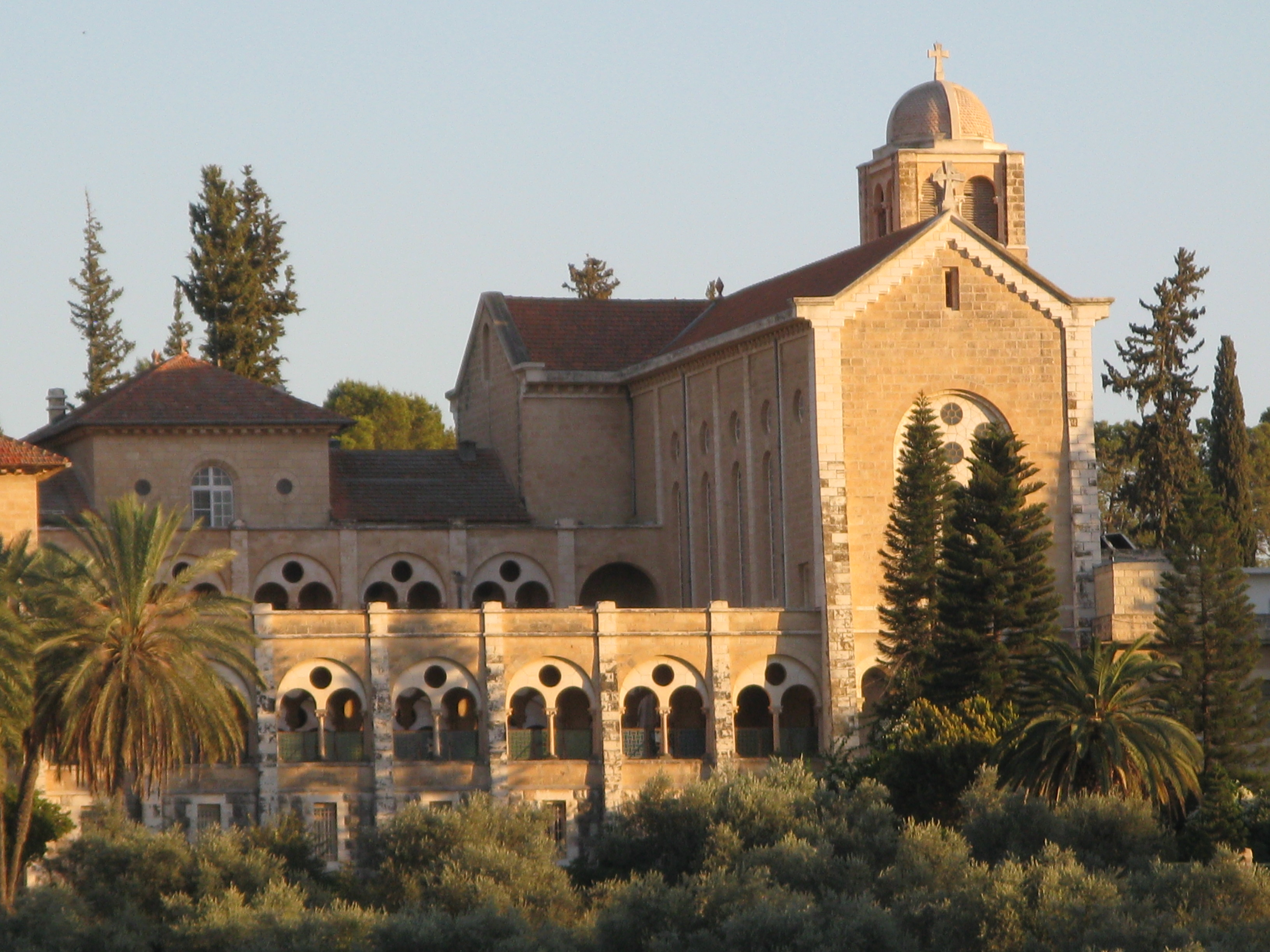
Monastério de Latrun

Casas fortificadas foram construídas fora do núcleo da aldeia e tinham dois pavimentos: um piso térreo elevado com pequenas janelas usadas para criar gado e armazenamento, e um piso residencial separado com grandes janelas e varandas. No pátio havia uma pequena estrutura usada para armazenamento. Às vezes, um forno tabun poderia estaria localizado dentro dele.

### Casas de fazenda
A primeira tecnologia de construção moderna ficou evidente nas fazendas. Vigas de ferro foram usadas e os telhados foram feitos de concreto e telhas. Essas estruturas tinham varandas com vista e largas portas.

### Habitação moderna (Mandato Britânico)

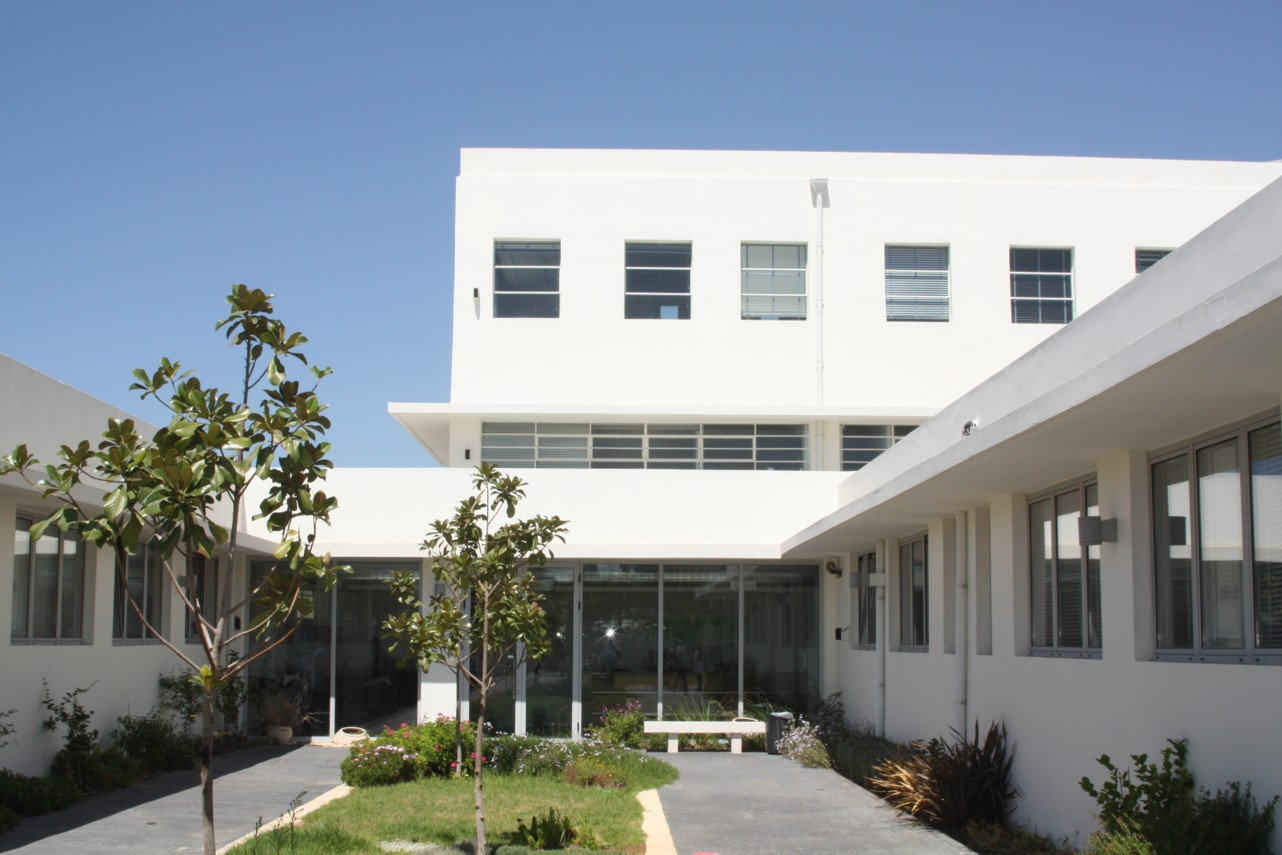
Edifício Bauhaus em Jerusalém

As habitações construídas durante o Mandato Britânico era de caráter urbano, com telhados planos, portas retangulares e pisos pintados.

### Bioformismo e Blob Architecture
A Casa Pavie em Neve Daniel é um caso raro de arquitetura biomórfica não geométrica (blobitecture) em Israel. Yonatan Kanti, do jornal israelense Maariv, comparou o estilo arquitetônico de Pavie ao futurismo do Centro de Voos TWA, de Eero Saarinen.

### Cinemas
A arquitetura dos cinemas de Tel Aviv pode ser vista como um reflexo da história da arquitetura israelense: o primeiro cinema, o Éden, inaugurado em 1914, foi um exemplo do estilo eclético que estava em voga na época, combinando tradições europeias e árabes. O cinema Mugrabi, projetado em 1930, foi construído em estilo art déco. No final da década de 1930, os teatros de Ester, Chen e Allenby foram excelentes exemplos do estilo Bauhaus. Nos anos 1950 e 1960, a arquitetura de estilo brutalista foi exemplificada pelo cinema Tamar construído dentro do histórico edifício da Solel Boneh na Rua Allenby.

## A política na arquitetura

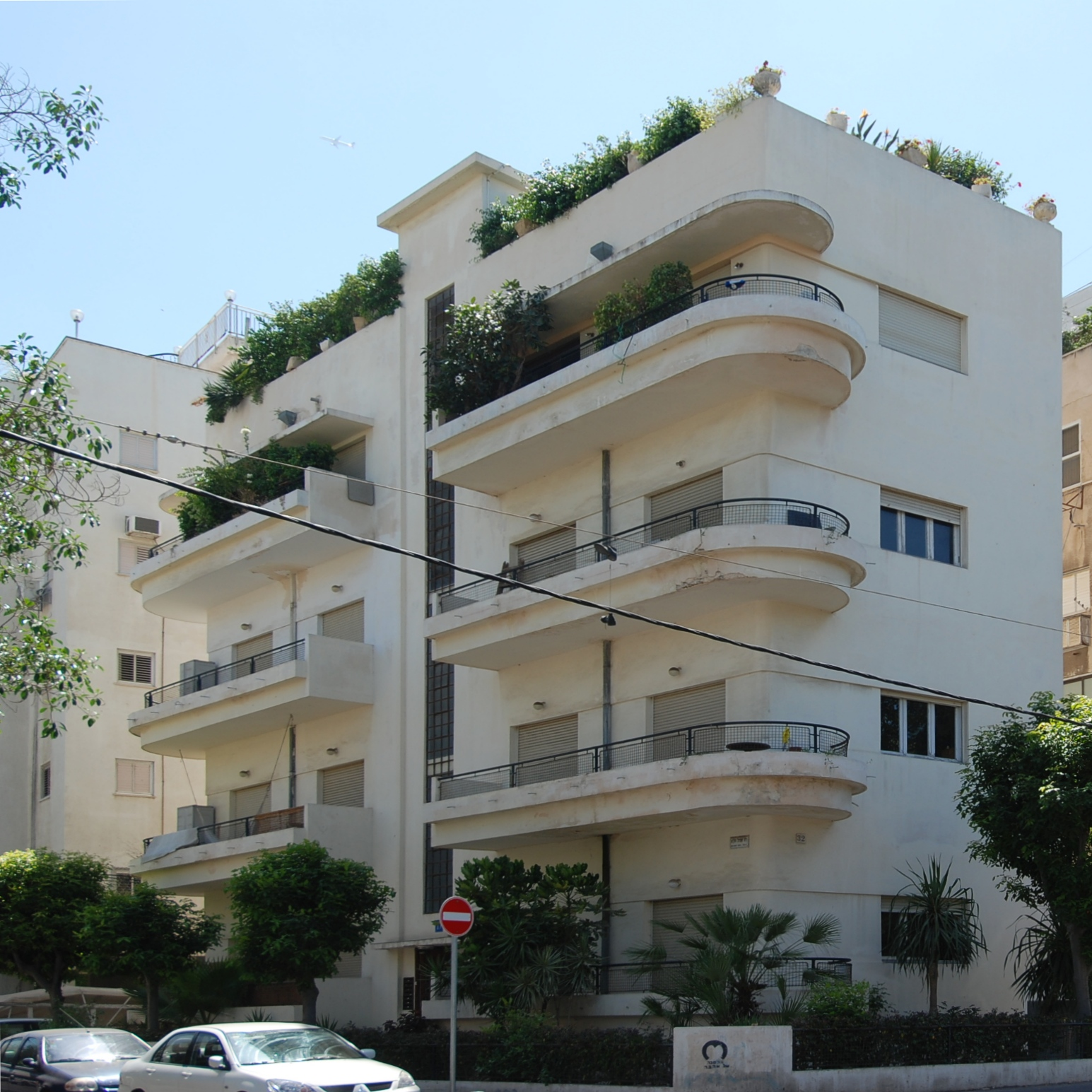
Arquitetura clássica da Bauhaus, parte da Cidade Branca, Patrimônio Mundial da UNESCO

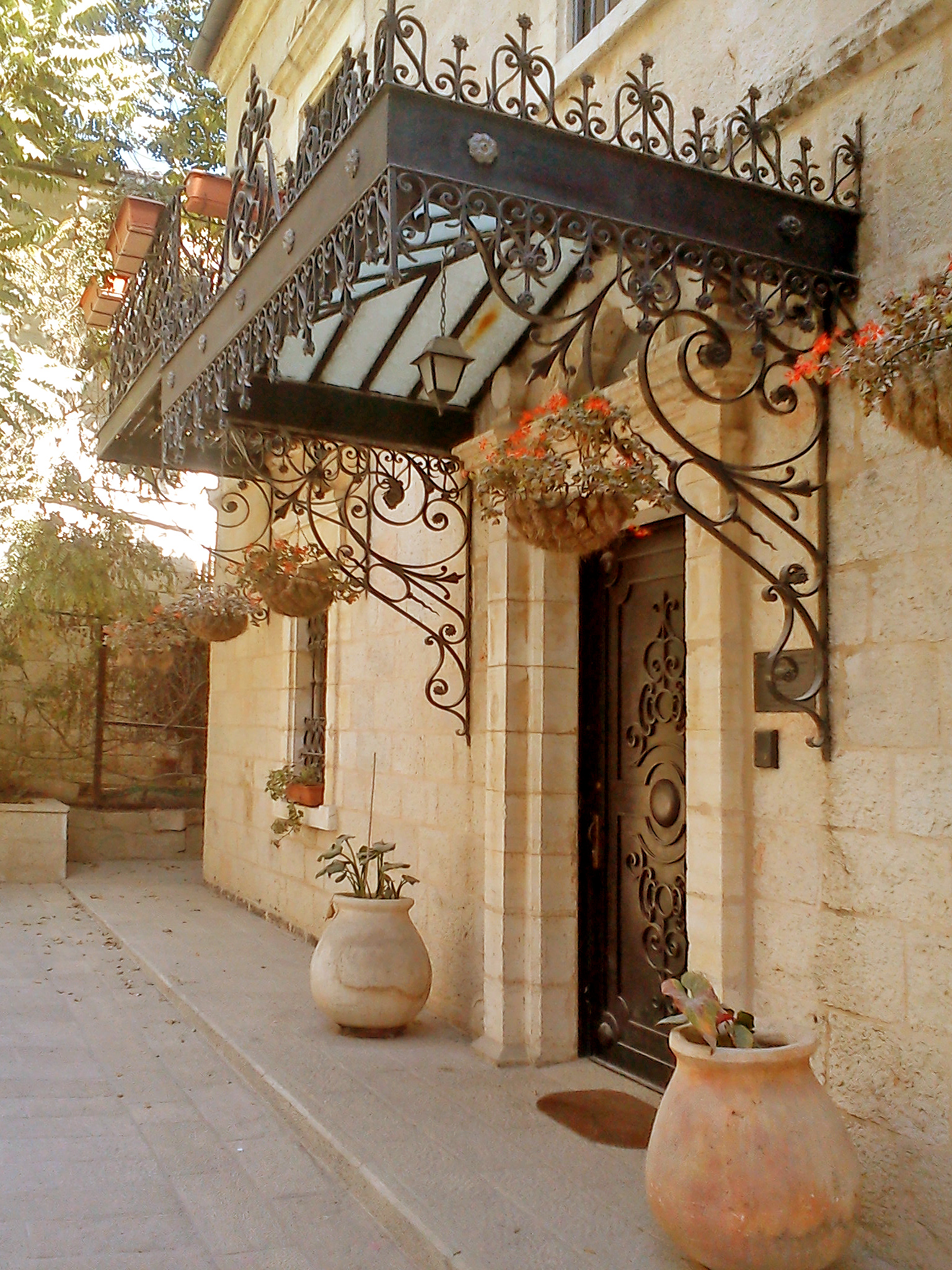
Pedra de Jerusalém e rendilhados de metal

A persistente ameaça existencial representada por ideologias rivais afeta a forma como a arquitetura é usada como um meio poderoso de determinar quem consegue controlar e usar a terra em Israel. Eyal Weizman vai mais longe em um argumento detalhado sobre como as relações de poder expressas através da arquitetura explicam a forma construída.

## Estado de Israel
A partir de 1948, a arquitetura em Israel foi dominada pela necessidade de abrigar massas de novos imigrantes. O estilo brutalista, de concreto, adequava-se ao clima severo de Israel e à escassez de materiais de construção naturais. As leis municipais de Jerusalém exigem que todos os edifícios sejam confrontados com a pedra local de Jerusalém. A ordenação remonta ao mandato britânico e ao governo de Sir Ronald Storrs e fazia parte de um plano-diretor para a cidade elaborado em 1918 por Sir William McLean, então engenheiro da cidade de Alexandria.

## Museus
Um pequeno Museu Bauhaus foi estabelecido em Tel Aviv em 2008. O Museu de Arquitetura Munio Gitai Weinraub foi inaugurado em Haifa em 2012.